# Heinz Lettl
Heinz Lettl (* 14. Januar 1933; † 14. Februar 1996) war ein deutscher Fußballspieler und -trainer.

## Spielerkarriere

### Vereine
Lettl war einer der ersten jungen Spieler, die nach 1945 in den Kader des FC Bayern München aufgenommen wurden; von 1950 bis 1958 trug er das Trikot des Vereins. In seiner Premierensaison bestritt er lediglich ein Freundschaftsspiel, in dem er ein Tor erzielte. Am 6. April 1952 (29. Spieltag) debütierte er in der Oberliga Süd, der seinerzeit höchsten deutschen Spielklasse, bei der 3:5-Niederlage im Auswärtsspiel gegen den VfR Mannheim in dem ihm der Treffer zum 2:4 in der 70. Minute gelang. Der agile, wieselflinke Techniker entwickelte sich im Laufe der Jahre zu einem echten Spielmacher, der aber auch torgefährlich war. Nach seinen ersten beiden Saisonspielen bestritt er in den folgenden drei Spielzeiten mit 21 und zweimal 22 Punktspielen bei 13, vier und elf Toren, die meisten in seiner Oberliga-Zeit. Daher mag es auch nicht verwundern, dass er Eingang im berühmten Notizbuch von Sepp Herberger fand. Aufgrund des schlechten Abschneidens seiner Mannschaft, begleitete er sie auch in die 2. Oberliga Süd, in der er in zehn Punktspielen mitwirkte, fünf Tore erzielte und zur Saison 1956/57 wieder in die erste Spielklasse zurückkehrte. In seinen letzten beiden Spielzeiten bestritt er acht und 13 Punktspiele, in denen er zwei und sieben Tore erzielte. 
Im Sommer 1958 wechselte er zu den Stuttgarter Kickers, für die er in den Saisons 1958/59 (2. Oberliga Süd) und 1959/60 (Oberliga Süd) spielte. In dieser Zeit bestritt er 44 Punktspiele, in denen er 31 Tore erzielte. Seine Karriere als aktiver Fußballer ließ Heinz Lettl dann in der Schweiz ausklingen. 1960/61 spielte er für den FC Chiasso und – nachdem dieser absteigen musste – 1961/62 und 1962/63 für den FC Luzern in der Nationalliga A, der seinerzeit höchsten Spielklasse in der Schweiz.

### Nationalmannschaft
Lettl bestritt am 24. März 1954 in Gelsenkirchen sein einziges Länderspiel für den DFB. Mit Spielern wie Heinrich Kwiatkowski, Herbert Erhardt, Gerd Harpers und Richard Kreß unterlag er mit der B-Nationalmannschaft der Auswahl Englands mit 0:4; in das Aufgebot für die Weltmeisterschaft 1954 wurde er nicht berufen.

## Trainerkarriere
Lettl wirkte im Herbst 1960 bereits einige Monate als Spielertrainer beim FC Chiasso. Ab dem Sommer 1963 war er bis zum Juni 1969 wieder Trainer des Vereins. In der Saison 1973/74 trainierte er die Amateure des FC Bayern München, die aus der Landesliga in die 1. Amateurliga Bayern aufgestiegen waren und die Klasse als 13. von 18 Vereinen halten konnten.